# Pirciîne, Cernihivka
Pirciîne (în ucraineană Пірчине) este un sat în așezarea urbană Cernihivka din raionul Cernihivka, regiunea Zaporijjea, Ucraina.

## Demografie
Componența lingvistică a localității Pirciîne
     Ucraineană (89,83%)
     Rusă (9,32%)
     Alte limbi (0,85%)
Conform recensământului din 2001, majoritatea populației localității Pirciîne era vorbitoare de ucraineană (89,83%), existând în minoritate și vorbitori de rusă (9,32%).